# Scymnus silesiacus
Reliktdvärgpiga (Scymnus silesiacus) är en skalbaggsart som beskrevs av Julius Weise 1902. Scymnus silesiacus ingår i släktet Scymnus, och familjen nyckelpigor. Enligt den svenska rödlistan är arten nära hotad i Sverige. Arten förekommer på Gotland, Götaland och Svealand. Artens livsmiljö är jordbrukslandskap, skogslandskap.